# Maso di Banco
Maso di Banco (tätig zw. 1330 und 1350) war ein italienischer Maler aus dem 14. Jahrhundert, der in Florenz wirkte. Neben Taddeo Gaddi war er der wichtigste Schüler Giottos.

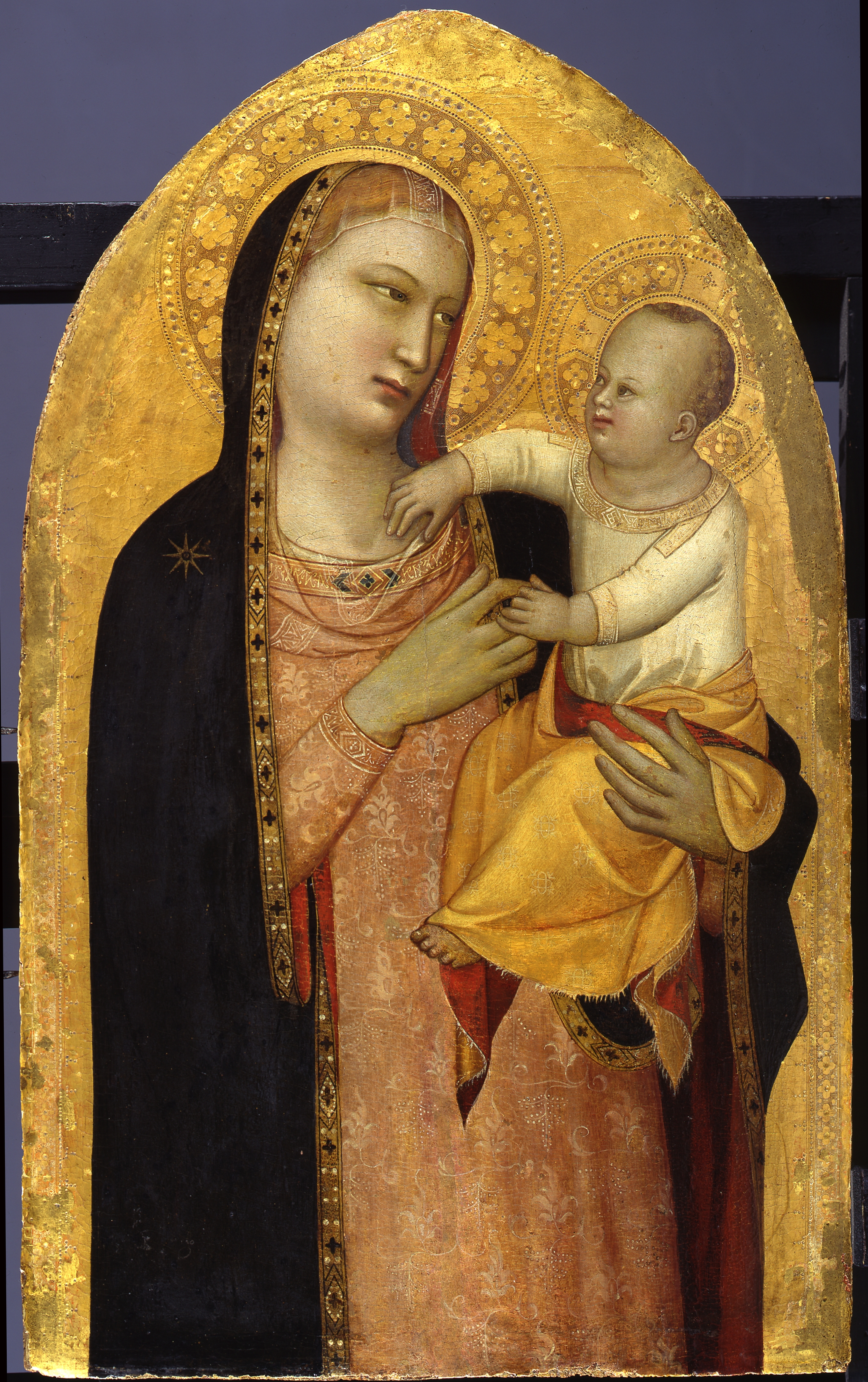
Maso di Banco, Maria mit dem Kind, Tafelbild, Florenz 1335–36, Staatliche Museen zu Berlin, Gemäldegalerie

## Galerie

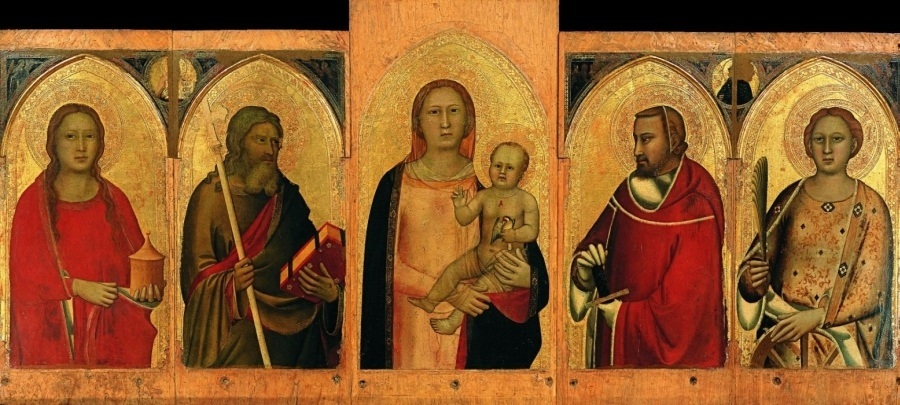
Madonna mit Kind und vier Heiligen, Polyptychon, ca. 1340, Cappella Vettori, Santo Spirito
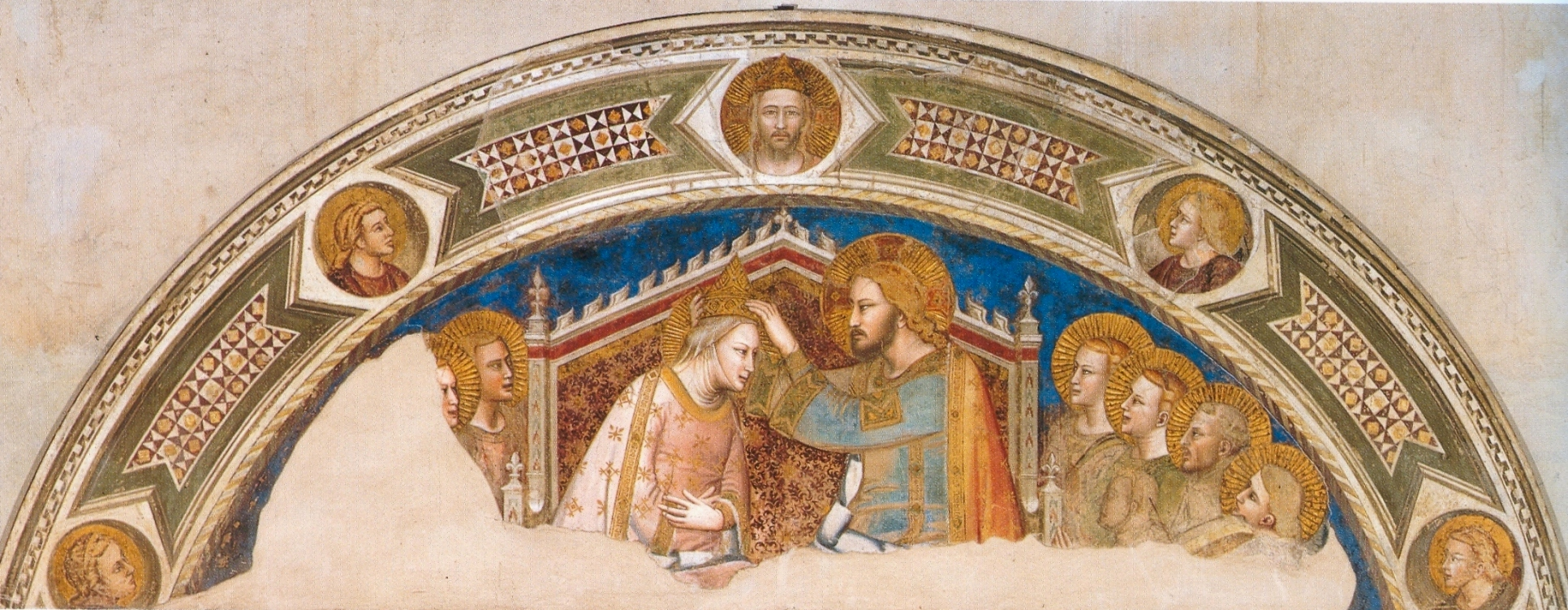
Krönung Mariens, Lunette in der Bardi di Vernio-Kapelle in Santa Croce, Florenz, 1335-40

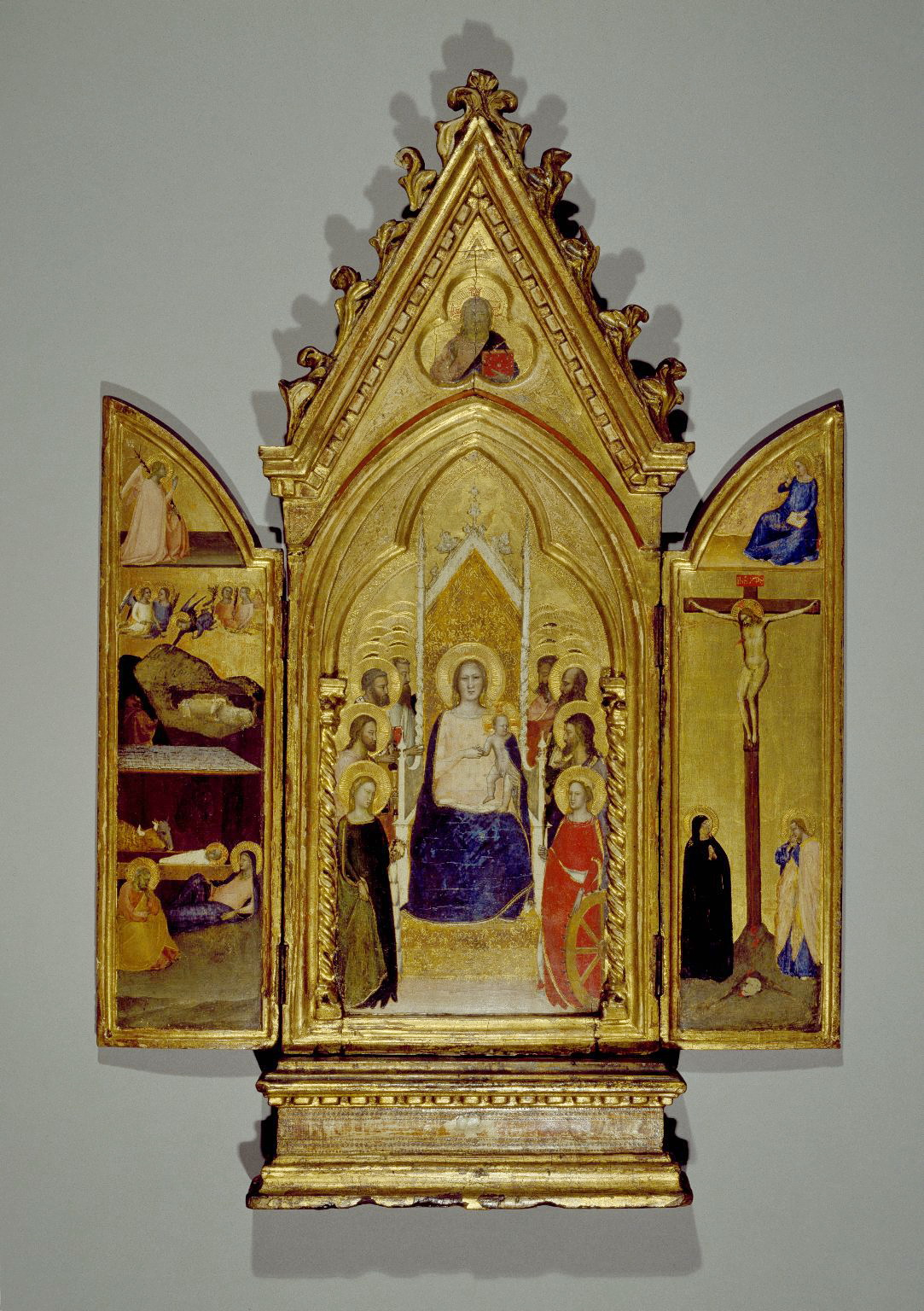
Marienaltar, ca. 1336, Brooklyn Museum
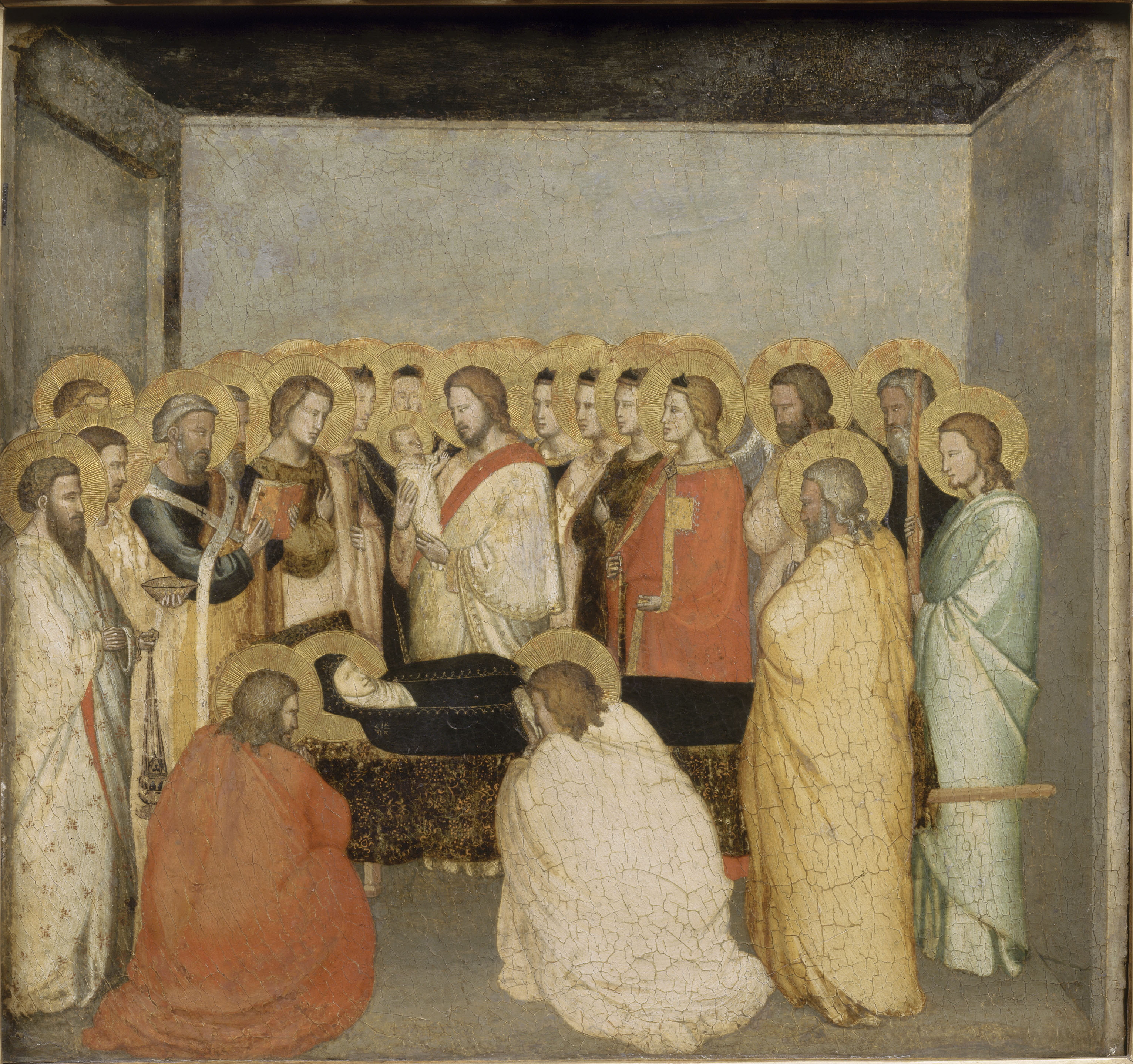
Tod der Jungfrau, Château de Chantilly
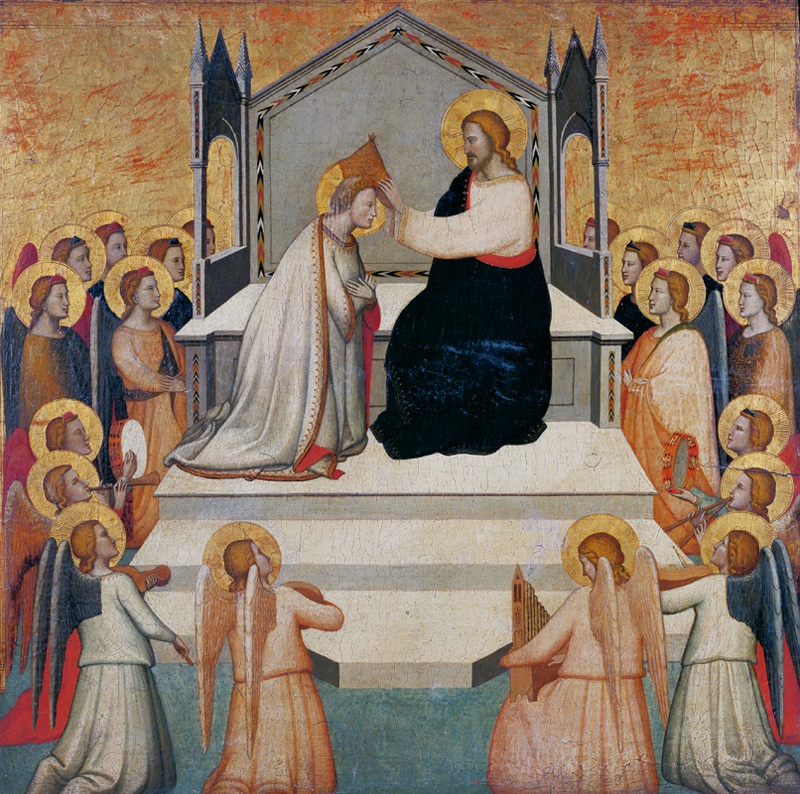
Krönung der Jungfrau, Budapest
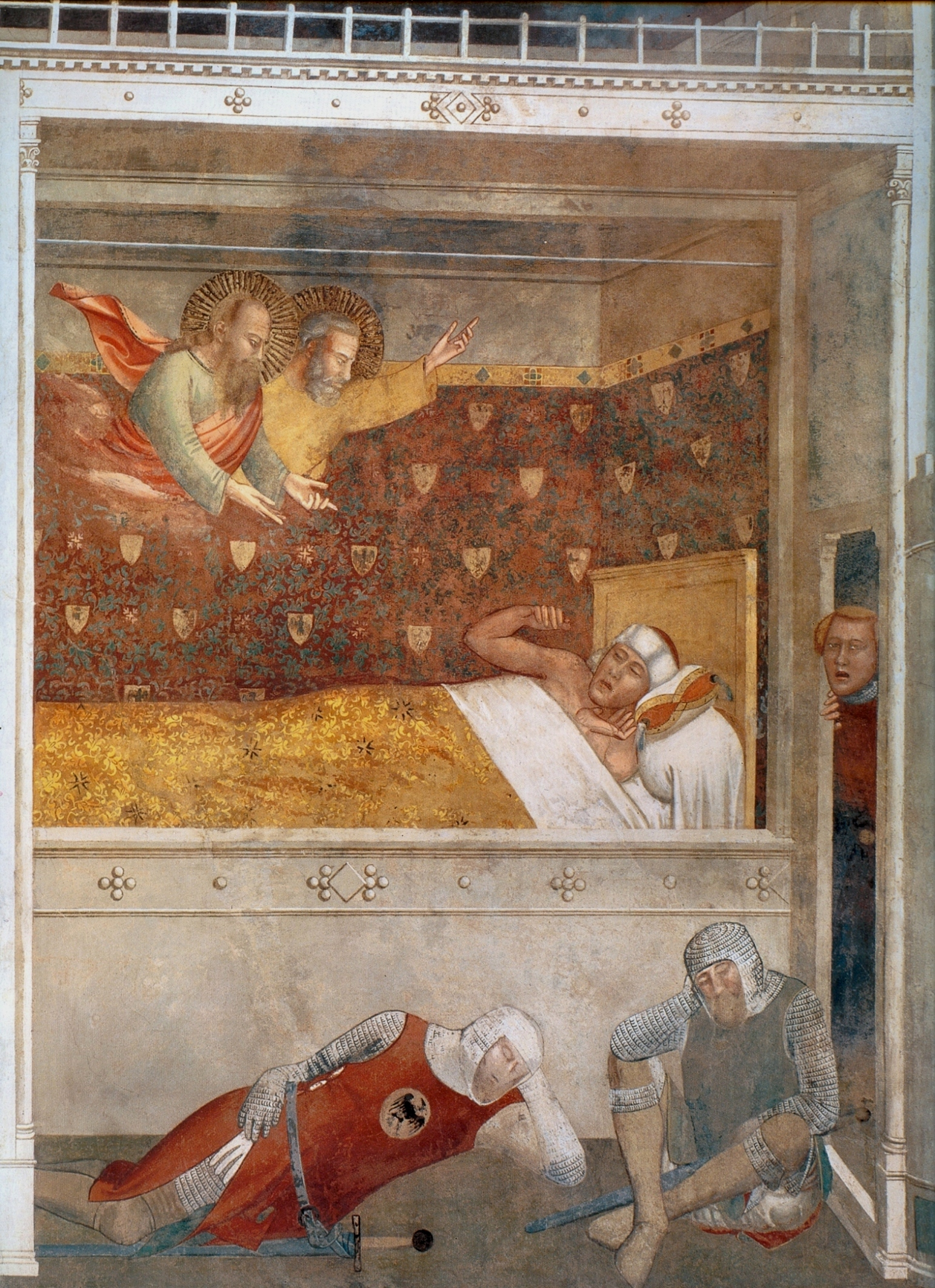
Der Traum Konstantins, aus dem Freskozyklus zum Leben des Hl. Silvester, Bardi di Vernio-Kapelle in Santa Croce
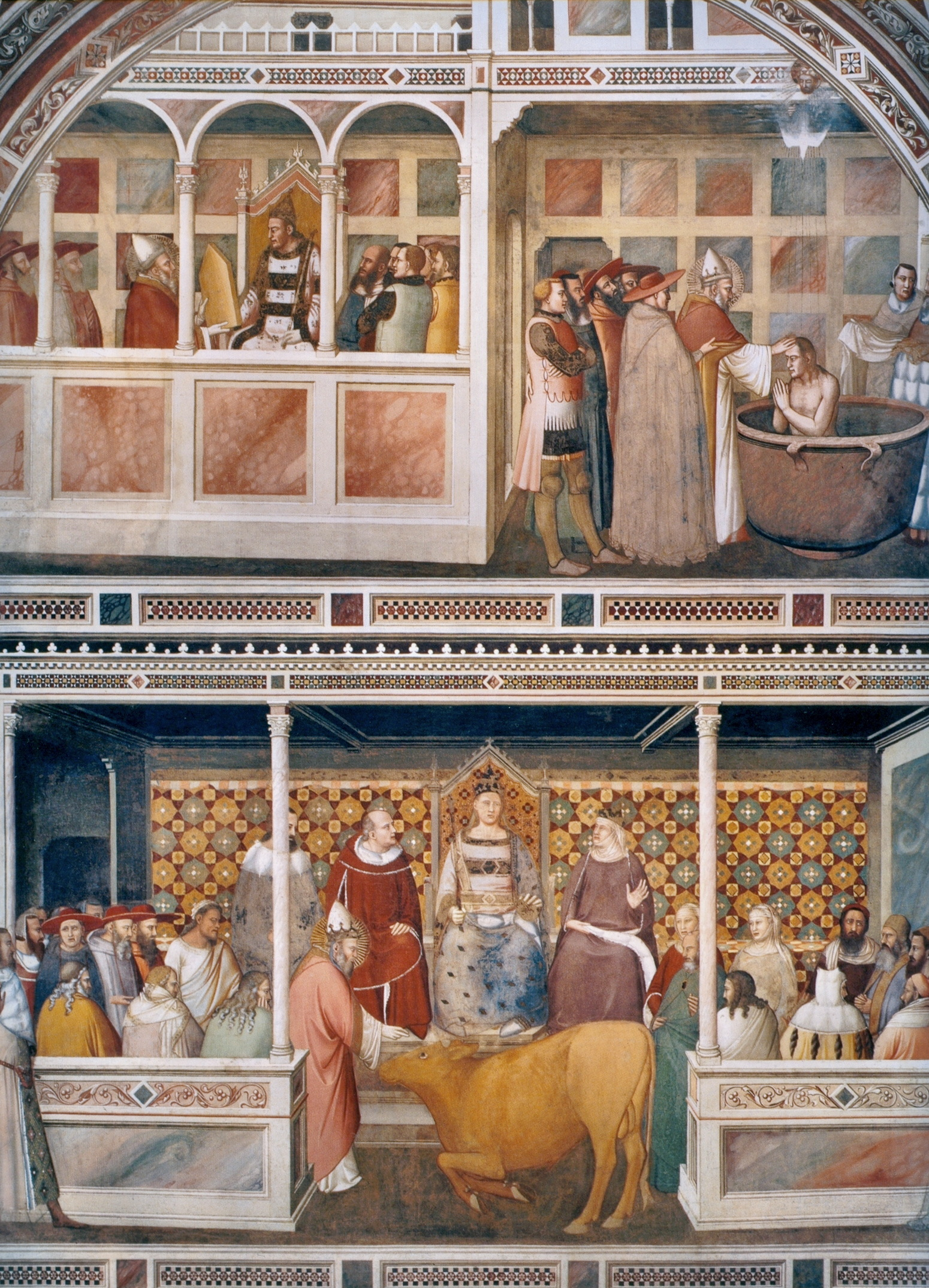
Zwei Szenen aus dem Leben des Hl. Silvester, Freskozyklus, rechte Wand der Bardi di Vernio-Kapelle in Santa Croce
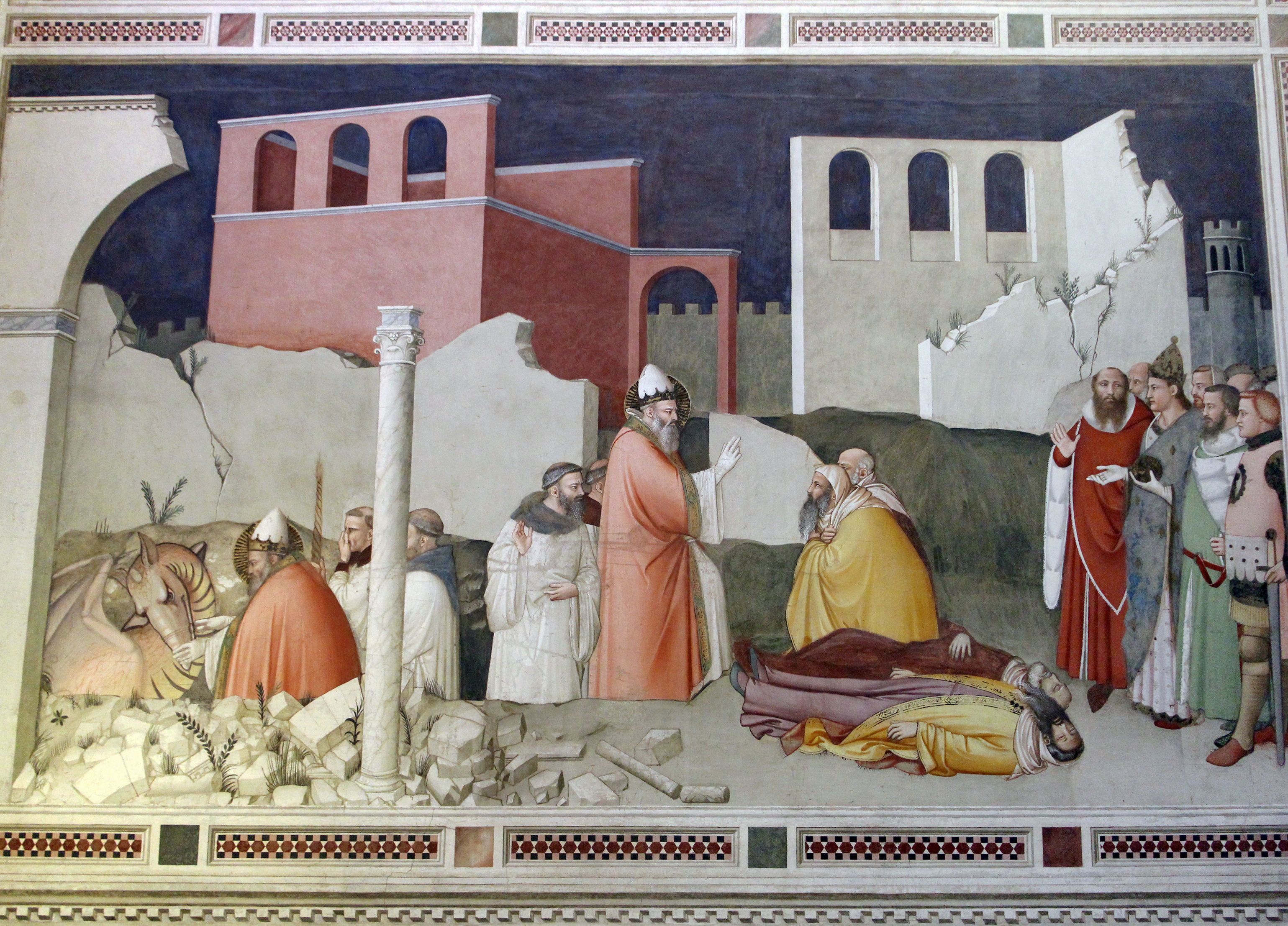
Papst Sylvester vernichtet einen Drachen und lässt zwei Magier wieder auferstehen, Bardi di Vernio-Kapelle in Santa Croce
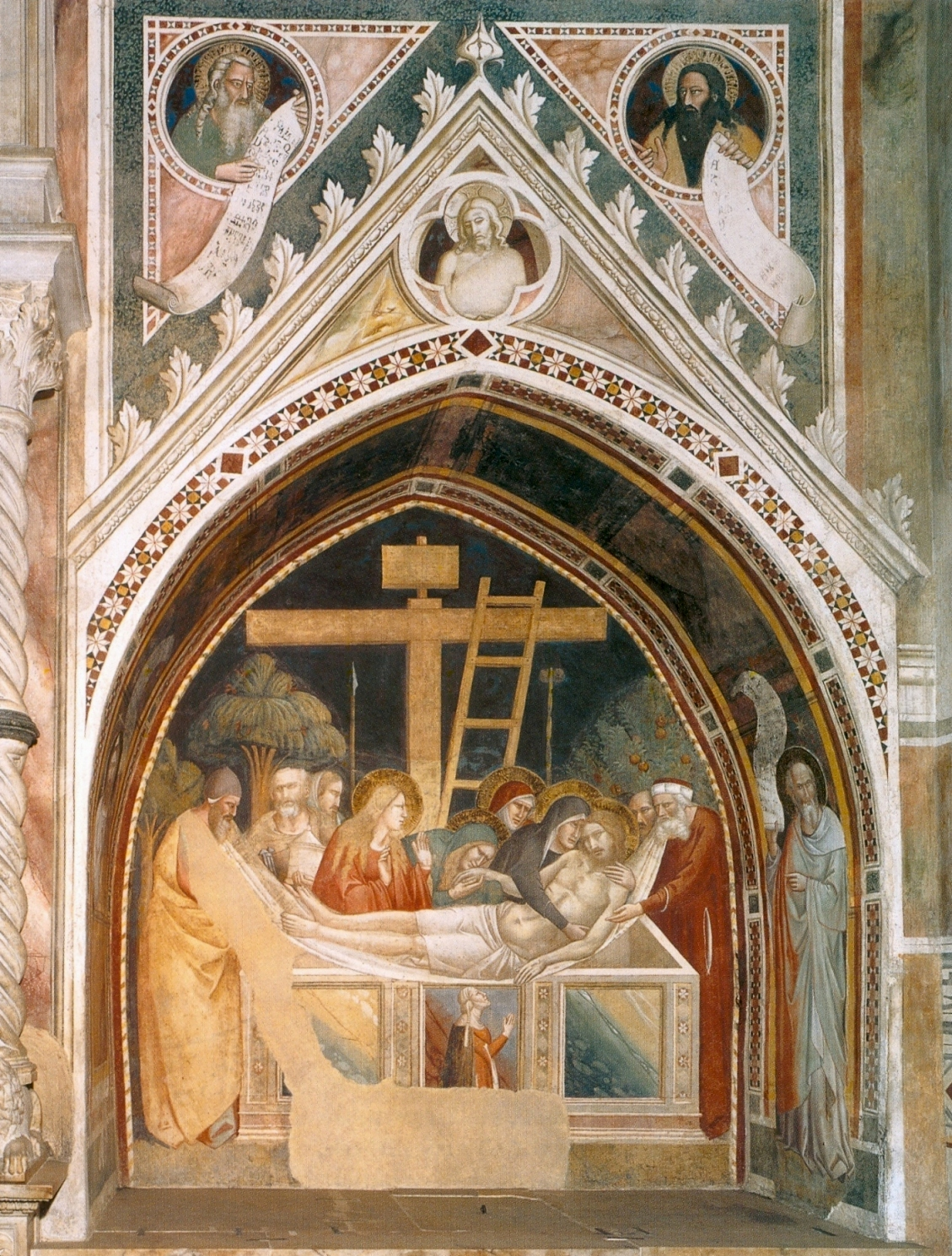
Grablegung Christi, Fresko der rechten Grabnische, Entwurf Maso di Bancos, vollendet von Taddeo Gaddi, Bardi di Vernio-Kapelle in Santa Croce
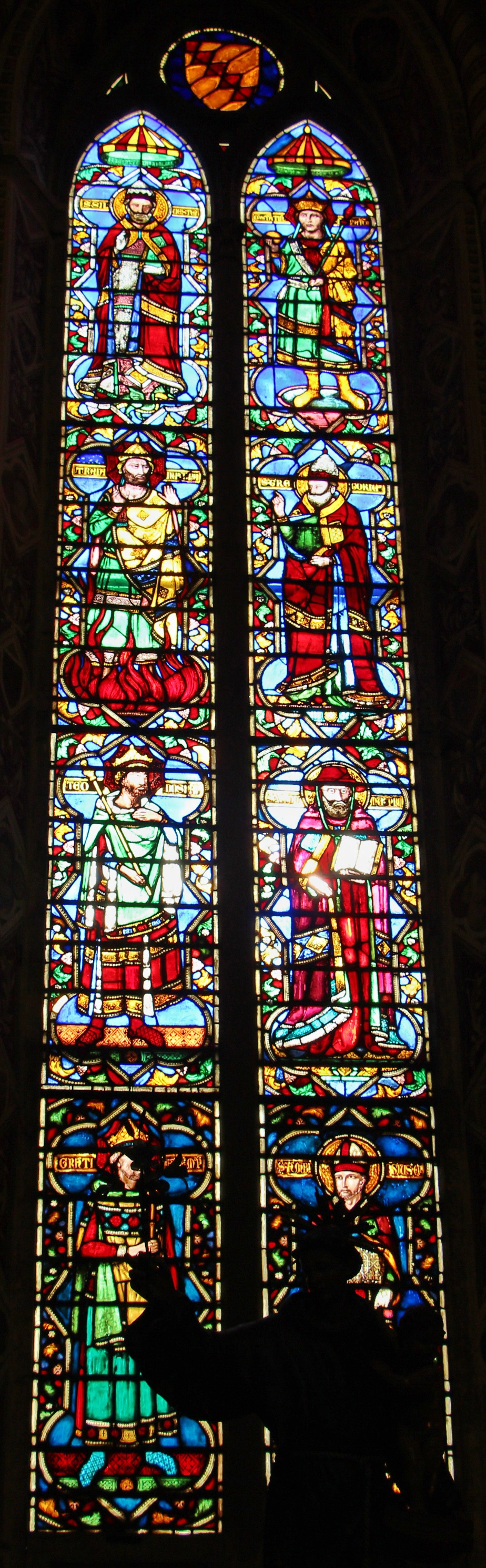
Glasfenster der Bardi di Vernio-Kapelle, Santa Croce, Entwurf Maso di Bancos, vor 1335
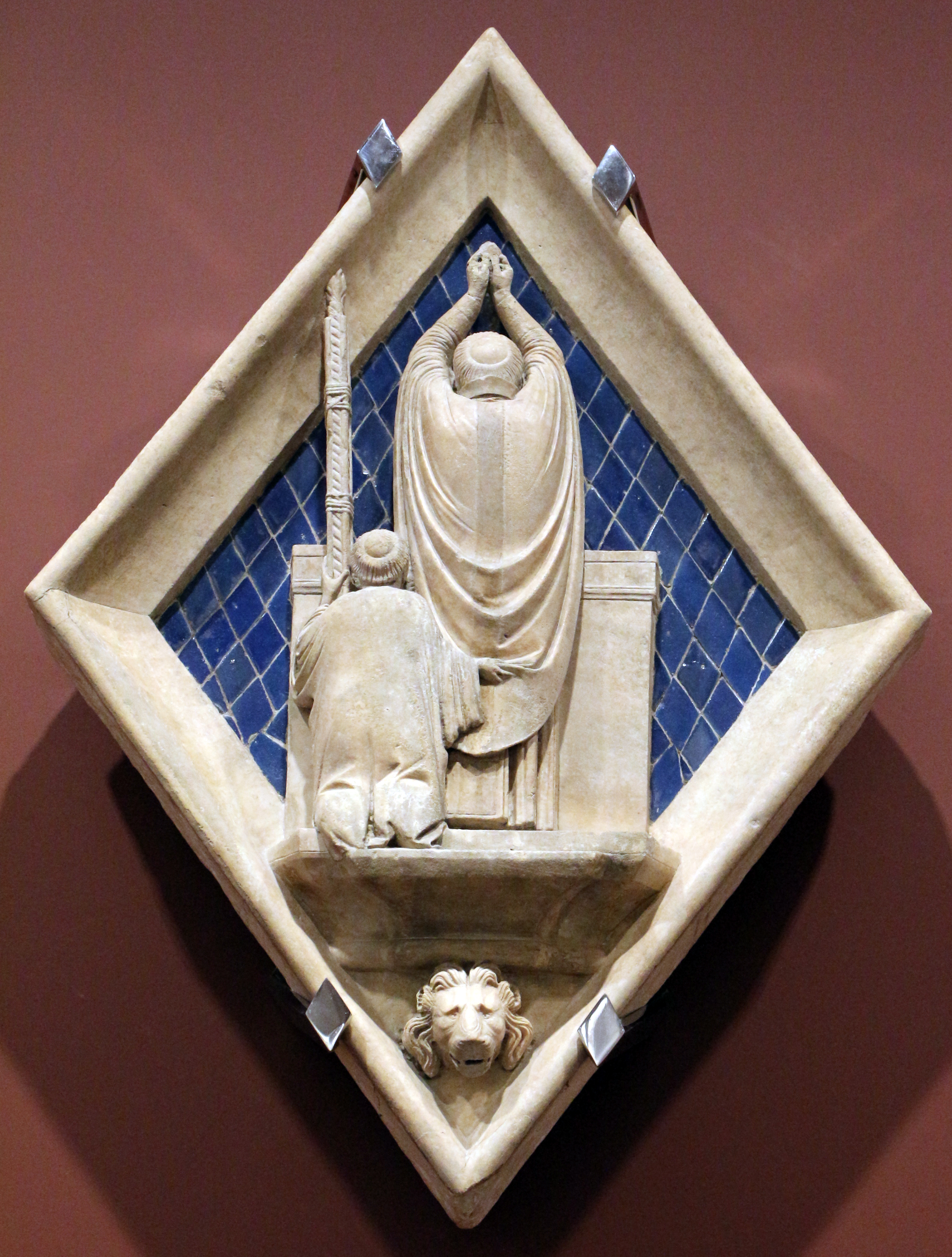
Eucharistie, Marmorrelief für die Nordseite des Campanile, ca. 1343-60, Dommuseum